# Care Laran
Care Laran ist eine osttimoresische Aldeia. Sie liegt im Norden des Sucos Lahane Ocidental (Verwaltungsamt Vera Cruz, Gemeinde Dili). Jenseits der Rua de Bedois Ai-Na Laran grenzt Care Laran im Westen an die Aldeias Paiol und Bedois, im Süden an die Aldeia Correio (Lahane Ocidental) und im Osten mit der Rua de Lahane an die Aldeia Boa Vista und weiter nördlich an die Aldeia Teca Hudi Laran.
In Care Laran leben 368 Menschen (2015).